# Manengon River
Manengon River är ett vattendrag i Guam (USA).   Det ligger i kommunen Yona, i den östra delen av Guam, 8 km söder om huvudstaden Hagåtña. Manengon River är ett biflöde till Ylig River.